# CTV Television Network
CTV es una cadena de televisión de habla inglesa, que funciona como la primera red de televisión comercial de Canadá. La red se fundó en 1961, emite a través de 20 emisoras propias que se distribuyen por todo el país más dos emisoras afiliadas, y es gestionada por el grupo CTVglobemedia, especializado en medios de comunicación.
Aunque nunca ha existido un nombre completo para las siglas CTV, mucha gente las interpreta como Canadian Television. Este término ha sido utilizado en múltiples promociones del canal y sirvió como denominación provisional del canal en 1961, antes de la constitución de la red de emisoras.

## Historia

### Inicios del canal
En 1958 el primer ministro de Canadá, John Diefenbaker, aprobó una ley de radiodifusión que establecía la separación de la corporación pública de radio y televisión, Canadian Broadcasting Corporation, como ente regulador y radiodifusor. Esto permitió que algunas emisoras de televisión en las ciudades más pobladas del país se desligaran de CBC, convirtiéndose en televisiones independientes. La primera fue CFCN-TV en Calgary el 9 de septiembre de 1960, y hasta 1961 se sumaron otras cadenas en Vancouver, Winnipeg, Toronto, Halifax, Montreal, Ottawa y Edmonton.
Antes de crearse CTV, la mayoría de cadenas funcionaban a nivel local bajo un grupo común, Independent Television Organization. Sin embargo, en 1961 se desarrolló una red nacional gracias a John Bassett, propietario de la estación de Toronto. Bassett había comprado los derechos de emisión de la Canadian Football League -la liga de fútbol canadiense- y necesitaba constituir una red de emisoras para emitir los encuentros. Las cadenas se pusieron de acuerdo, y el 1 de octubre de 1961 comenzaron las emisiones de Canadian Television Network (CTN), nombre que cambió en un año después por CTV Television Network para evitar confusiones con CBC.
En los primeros años, la programación de la red se basó en series y espacios grabados. La única emisora que emitía en directo algunos programas era la de Toronto, y transportaba sus programas a otras emisoras afiliadas a través de la red de CBC, aunque más tarde estableció su propia red de emisión. A pesar del éxito de algunos programas, la red registraba pérdidas millonarias por la nula organización entre las emisoras locales y su presidente, Spence Caldwell, abandonó el cargo en 1965.

### Desarrollo como red
Sin un equipo directivo, en 1966 los dueños de las estaciones afiliadas pidieron permiso a las autoridades para comprar la red de emisoras y transformarla en una cooperativa. Bajo su mando, CTV unificó su imagen con un logotipo común para la programación nacional, expandió sus emisiones a través de televisiones afiliadas, cambió su programación e introdujo las emisiones en color el 1 de septiembre del mismo año. También desarrolló una política de fichajes que les permitiera competir con CBC. Para establecer unos servicios informativos que compitieran con la televisión pública, CTV se hizo con los servicios del presentador más famoso de CBC, Lloyd Robertson, en 1976. 
A mediados de los años 1980 el grupo Baton Broadcasting, propietarios de la estación de Toronto, comenzaron a comprar varias afiliadas y emisoras de CTV en otras ciudades para conseguir el control de todo el grupo. Al controlar la mayoría de cadenas, CTV dejó de ser una cooperativa en 1994 y se convirtió en una corporación, controlada de forma mayoritaria por el grupo Baton, actual CTVglobemedia. Actualmente CTV compite por el liderazgo en las audiencias de televisión con CTV y Global TV. En marzo de 2009, comenzó sus emisiones en alta definición.

## Programación
CTV emite a nivel nacional para todas sus estaciones, con una oferta basada en el entretenimiento y la información. Sus programas de mayor éxito son series estadoundienses -como Gossip Girl, CSI, The Mentalist o Two and a Half Men- y adaptaciones canadienses de concursos internacionales, como So You Think You Can Dance.
Con 22 emisoras locales, cada estación puede emitir también programación y publicidad local. Sin embargo, las emisoras respetan los horarios de emisión nacional y los espacios locales se emiten en franjas concretas, existiendo un mayor control sobre las redes locales, especialmente en las ciudades con más población de Canadá. Desde 2005 todas las estaciones comparten un logotipo común.